# Menka (Königin)
Menka ist der Eigenname einer ägyptischen Frau, die in der Forschung zeitweise als Königin der späten 2. Dynastie angesehen wurde.

## Belege
Menka erscheint in einem Relief auf einem Basalt-Fragment unsicherer Herkunft, wo ihrem Namen der Titel „Maat-Hor“ (Die den Horus schaut) vorangeht. Dieser Titel war in der Frühzeit und dem Alten Reich für gewöhnlich Königinnen vorbehalten.
Menka wird als stehende Frau in hautengem Gewand dargestellt, sie trägt ein großes, halbkugeliges Gefäß auf dem Kopf. Sie geht einer Prozession von Standarten voran. Wolfgang Helck verweist auf eine große stilistische Ähnlichkeit des Reliefs mit einer unvollendeten Szene auf einem Basaltrelief aus Gebelein, das König Chasechemui zugesprochen werden kann. Helck überlegt deshalb, ob die beiden Fragmente zusammengehören.
Die Ägyptologin Vivienne Callender hat die Darstellung erneut analysiert. Abbildungen von Frauen mit einem Gefäß auf dem Kopf sind typisch für Opfergabenträgerinnen. Keine Königin wurde so dargestellt. Callender vermutet deshalb, dass es sich hier um das Bild einer Dienerin mit dem Namen Menka handelt. Die Hieroglyphen, die als Königinnentitel interpretiert wurden, gehören wahrscheinlich gar nicht zu der Figur.